# آراوکی‌اس سوکچو (پی‌سی‌سی-۷۷۸)
آراوکی‌اس سوکچو (پی‌سی‌سی-۷۷۸) (به انگلیسی: ROKS Sokcho (PCC-778)) یک کشتی است که طول آن ۸۸ متر (۲۸۸ فوت ۹ اینچ) می‌باشد.